# Châtenois-les-Forges
Châtenois-les-Forges (deutsch früher Kestenholz) ist eine französische Gemeinde mit 2637 Einwohnern (Stand: 1. Januar 2022) im Département Territoire de Belfort in der Region Bourgogne-Franche-Comté. Das Bureau centralisateur des Wahlkreises Châtenois-les-Forges befindet sich in der Gemeinde. Sie ist überdies Mitglied des Gemeindeverbandes Grand Belfort. Die Bewohner werden Châtenais und Châtenaises genannt.

## Geographie
Châtenois-les-Forges liegt auf 335 m, etwa auf halbem Weg zwischen den Städten Belfort und Montbéliard, neun Kilometer südlich von Belfort (Luftlinie). Das Dorf erstreckt sich im nördlichen Abschnitt des Beckens von Montbéliard, am Westrand der breiten Talebene der Savoureuse gegenüber von Trévenans, am Ostfuß der Anhöhen des Bois de Châtenois.

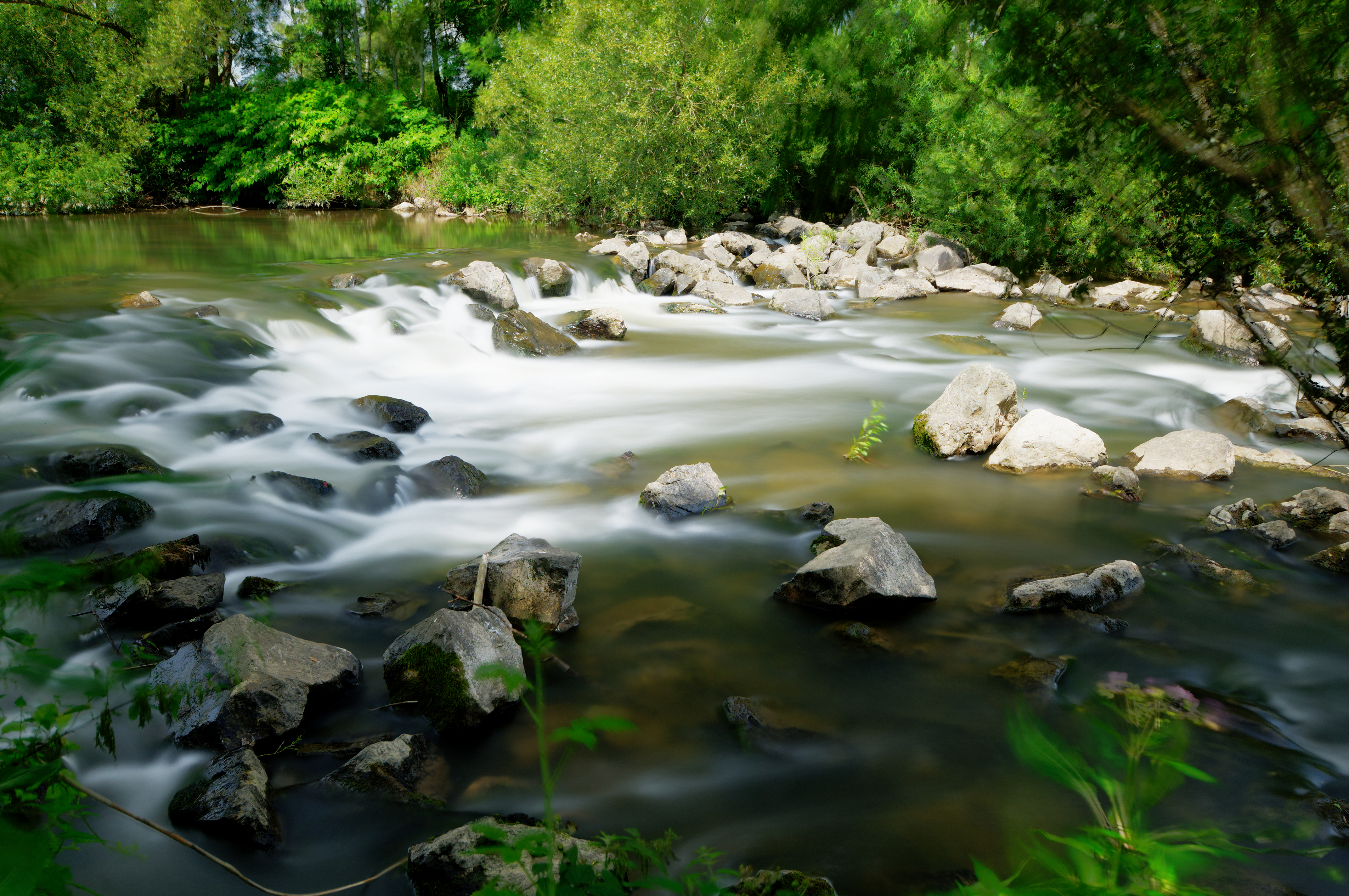
Die Savoureuse bei Châtenois-les-Forges

Die Fläche des 8,67 km² großen Gemeindegebiets umfasst einen Abschnitt der leicht gewellten Landschaft im Bereich der Burgundischen Pforte (Trouée de Belfort). Die östliche Grenze verläuft entlang der Savoureuse, die mit mehreren Windungen durch eine rund ein Kilometer breite Talebene nach Süden fließt und für die Entwässerung zum Allan sorgt. Vom Flusslauf erstreckt sich das Gemeindeareal westwärts auf das Plateau von Châtenois, das durchschnittlich auf 370 m liegt und überwiegend von Acker- und Wiesland bestanden ist. Es steigt gegen Norden zur Höhe des Bois d'Oye an, in dem mit 415 m die höchste Erhebung von Châtenois erreicht wird. Im Westen wird das Plateau durch ein in Nord-Süd-Richtung verlaufendes Trockental begrenzt. Weiter nach Westen reicht der Gemeindeboden in die ausgedehnte Waldung des Bois de Châtenois, die durch verschiedene Mulden und Kuppen (bis 405 m) untergliedert ist.
Nachbargemeinden von Châtenois-les-Forges sind Bermont im Norden, Trévenans im Osten, Nommay und Grand-Charmont im Süden sowie Bethoncourt und Brevilliers im Westen.

## Geschichte
Erstmals urkundlich erwähnt wird Châtenois im Jahr 1147 unter dem latinisierten Namen Casteneyaco. Zu dieser Zeit bestand hier ein Priorat der Augustiner, das dem Priorat von Lanthenans unterstand und 1435 in Abhängigkeit vom Kapitel Montbéliard geriet. Zunächst im Einflussbereich der Herren von Montbéliard stehend, gelangte Châtenois Mitte des 14. Jahrhunderts unter die Oberhoheit der Habsburger. Es bildete den Mittelpunkt einer Meierei. Ende des 16. Jahrhunderts wurde das Priorat aufgegeben. Zusammen mit dem Sundgau kam Châtenois mit dem Westfälischen Frieden 1648 an die französische Krone.
Seit 1793 gehörte das Dorf zum Département Haut-Rhin, verblieb jedoch 1871 als Teil des Territoire de Belfort im Gegensatz zum restlichen Elsass bei Frankreich. Im Lauf des 18. Jahrhunderts entwickelte sich die eisenverarbeitende Industrie mit mehreren Hochöfen, in denen das Eisenerz aus der Umgebung veredelt wurde. Besitzer der Werke waren die Mazarins von Belfort. Mit der Eröffnung der Trambahn von Montbéliard nach Belfort wurde Châtenois 1913 an das Netz des öffentlichen Verkehrs angeschlossen. Der Betrieb auf der Strecke wurde 1940 jedoch wieder aufgegeben. Um eine Verwechslung mit anderen gleichnamigen Gemeinden zu vermeiden, wurde Châtenois 1933 offiziell in Châtenois-les-Forges umbenannt. Seit 2005 war Châtenois-les-Forges zunächst Teil des Gemeindeverbandes Communauté d’Agglomération Belfortaine, der 2017 in der Grand Belfort Communauté d’Agglomération aufging.

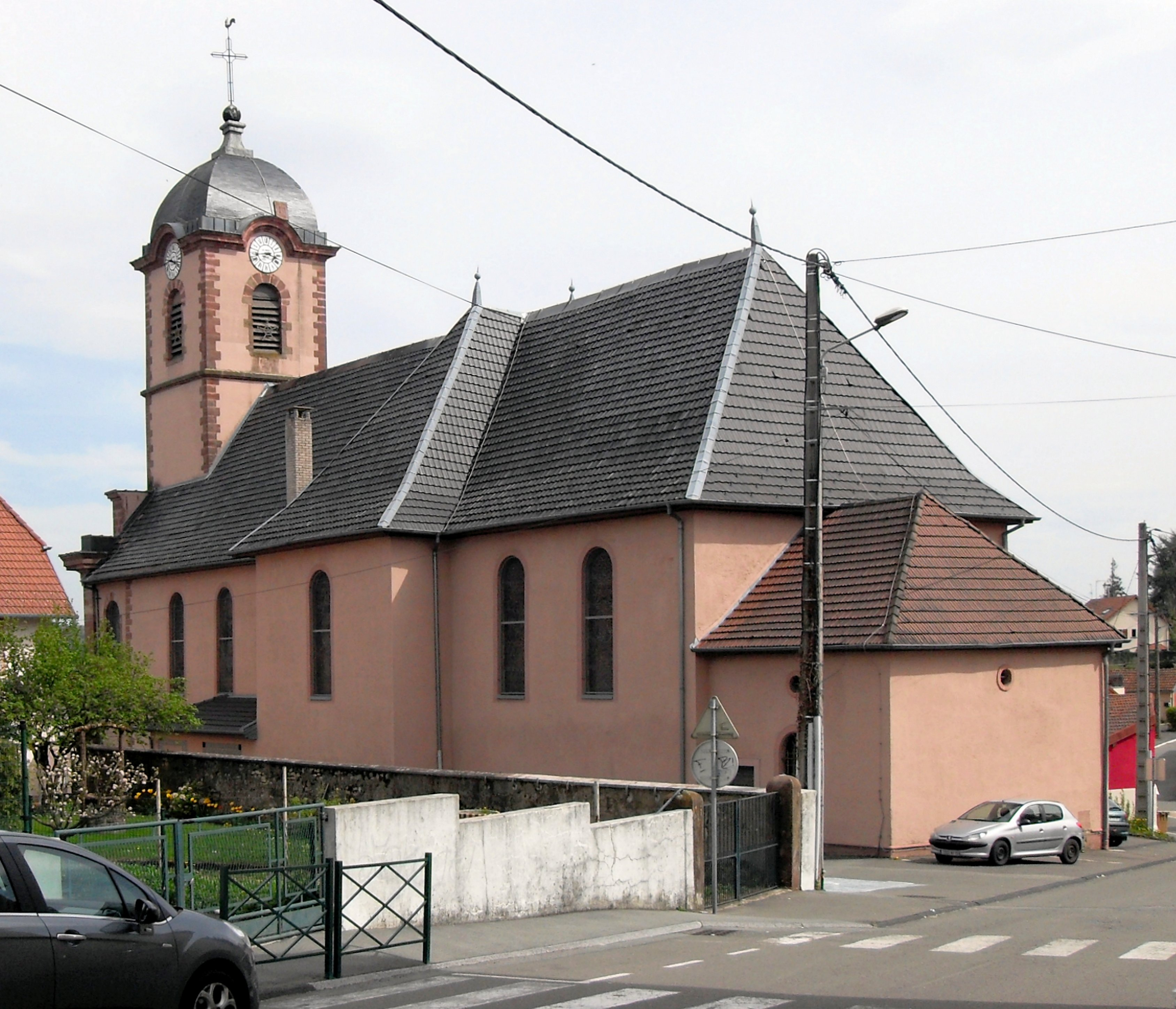
Kirche Saint-Étienne

## Sehenswürdigkeiten
Die Kirche Saint-Étienne mit der für die Franche-Comté typischen Turmhaube wurde im 18. Jahrhundert neu erbaut und im Juni 1745 geweiht. Sie besitzt eine reiche Ausstattung (siehe: Liste der Monuments historiques in Châtenois-les-Forges).
Im Dorf befinden sich mehrere klassizistische Brunnen.

## Bevölkerung
Mit 2637 Einwohnern (1. Januar 2022) gehört Châtenois-les-Forges zu den mittelgroßen Gemeinden des Départements Territoire de Belfort. Nachdem die Einwohnerzahl in der ersten Hälfte des 20. Jahrhunderts stets im Bereich zwischen 1800 und 2200 Personen gelegen hatte, wurde von 1950 bis 1970 ein deutliches Bevölkerungswachstum verzeichnet. Mit ungefähr 2700 Einwohnern wurde Ende der 1970er Jahre ein vorläufiger Höchststand erreicht. Die Wirtschaftskrise und die Restrukturierung der Industrie im Pays de Montbéliard in der Zeit von 1985 bis 1990 führten dazu, dass viele Arbeiter mit ihren Familien wegzogen. Demzufolge wurde bis 1990 ein Bevölkerungsrückgang von 7 % verzeichnet. Seither erfolgte eine leichte Bevölkerungszunahme. Heute ist das Siedlungsgebiet von Châtenois-les-Forges mit demjenigen von Trévenans beinahe lückenlos zusammengewachsen.
| Jahr                       | 1962 | 1968 | 1975 | 1982 | 1990 | 1999 | 2010 | 2020 |
| Einwohner                  | 2548 | 2468 | 2704 | 2691 | 2517 | 2680 | 2696 | 2625 |
| Quellen: Cassini und INSEE |      |      |      |      |      |      |      |      |

## Wirtschaft und Infrastruktur
Seit Mitte des 19. Jahrhunderts entwickelte sich Châtenois-les-Forges zu einer industriell geprägten Gemeinde. Heute sind in der Gemeinde zahlreiche Betriebe des Klein- und Mittelgewerbes ansässig, wobei metallverarbeitende Industrie, Automobilindustrie und eine Druckerei die bedeutendsten Branchen bilden. Ferner gibt es verschiedene Geschäfte des Einzelhandels für den täglichen Bedarf. Viele Erwerbstätige sind auch Wegpendler, die in den anderen Gemeinden der Agglomerationen Belfort und Montbéliard ihrer Arbeit nachgehen.
Die Ortschaft ist verkehrstechnisch gut erschlossen. Sie liegt an der Hauptstraße, die von Belfort nach Montbéliard führt. Der nächste Anschluss an die Autobahn A 36 befindet sich in einer Entfernung von ungefähr vier Kilometern. Mit den Städten Belfort und Montbéliard ist Châtenois-les-Forges durch Buslinien verbunden.